# Poanas (kommun)
Poanas är en kommun i Mexiko.   Den ligger i delstaten Durango, i den centrala delen av landet, 700 km nordväst om huvudstaden Mexico City.
Följande samhällen finns i Poanas:
- San Atenógenes
- La Joya
- Orizaba
- El Potosí
- Francisco Zarco
- Damián Carmona
- Estación Poanas
- Noria de los Pilares